# ناتاليا مولينا
ناتاليا مولينا (بالإنجليزية: Natalia Molina)‏ هي مؤرخة أمريكية، ولدت في 1971.